# Drahoslava Bartošková
Drahoslava Bartošková (* 2. září 1945 Pardubice) je bývalá česká politička, v 90. letech 20. století přednostka Okresního úřadu v Pardubicích, pak poslankyně Poslanecké sněmovny za ODS, později za Unii svobody.

## Biografie
V roce 1990 se uvádí jako nominantka za Občanské fórum na post přednostky Okresního úřadu Pardubice. Předtím působila jako tajemnice Městského národního výboru. Na tento post pak byla jmenována.
Ve volbách v roce 1996 byla zvolena do poslanecké sněmovny za ODS (volební obvod Východočeský kraj). Zasedala ve výboru pro veřejnou správu, regionální rozvoj a životní prostředí, petičním výboru a v letech 1997-1998 i ve výboru ústavněprávním. Do ledna 1998 byla členkou poslaneckého klubu ODS, pak přešla do nově vzniklé Unie svobody.
V sněmovních volbách v roce 1998 kandidovala za Unii svobody, ale na nevolitelném místě a do parlamentu se nedostala. Ještě předtím na jaře 1998 podepsala analýzu Jednadvacet záznamů o pravicové havárii, kterou napsal Milan Uhde, v níž kritizuje i nově vzniklou Unii svobody.